# 若日尼奥
小若热·路易斯·弗雷洛（葡萄牙語：Jorge Luiz Frello Filho，1991年12月20日—），通常称作若日尼奧（葡萄牙語：Jorginho），是義大利職業足球員，目前效力於巴甲俱樂部法林明高以及意大利國家足球隊。
若日尼奥於巴西出生，年幼時移民至意大利。他於維羅納的青年軍開始其職業生涯，並於2010-11賽季被外借至A.C. Sambonifacese。2014年1月，若日尼奥轉會至那不勒斯，並幫助俱樂部贏得意大利盃和意大利超級盃。2018-19球季，若日尼奥跟隨教練莫里斯奧·沙利轉會切尔西。

## 球會生涯

### 早期生涯
若日尼奥於巴西圣卡塔琳娜州因比图巴出生，及後移民至意大利。他擁有意大利血統，因其家族來自意大利的威尼托大区卢夏纳。若日尼奥為維羅納的青訓球員。2010年6月，他被外借至意大利職業二級足球聯賽球隊桑博尼法切斯，開始其職業生涯。他於球隊出任正中場的位置，出場31次，攻入1球和交出10次助攻。

### 維羅納
在桑博尼法切斯有着出色的表現後，佐真奴返回維羅納。2011年9月4日，他在對陣薩斯索羅時於第76分鐘後備入替，首次代表球隊上陣。

### 那不勒斯
2014年1月18日，佐真奴成為維羅納和那不勒斯的共有球员，簽約4年半。2月12日，他於2013-14賽季意大利盃四強次回合對陣羅馬時，攻入轉會後首球，協助球隊大勝3比0，總比數以5比3晉級決賽。佐真奴在5月3日舉行的決賽中打滿全場比賽，協助球隊以3比1撀敗佛罗伦萨奪冠。
2014年12月22日，若日尼奥於意大利超級盃對陣的加時下半場階段，後備入替。他在互射十二碼代表球隊主射首球十二碼，但是被撲出。最終那不勒斯仍能贏得比賽。

### 切尔西
2018年7月14日，切尔西成功從那不勒斯簽入若日尼奥，轉會費為5,700萬英鎊，簽約5年。
2020年9月14日，若日尼奥於英超對上布萊頓，在第23分鐘時罰進點球，切尔西2020－21賽季的第一球。
2021年5月29日，若日尼奥隨切爾西奪得歐洲冠軍聯賽冠軍。

## 國家隊生涯
若日尼奥擁有巴西和意大利雙重國籍，能夠選擇代表巴西國家足球隊和意大利國家足球隊上陣。2012年，他首次獲得意大利 U21徵召參加比賽。
2014年，若日尼奥公開表示希望為意大利隊上陣，並於2016年3月首次獲徵召，參加對陣西班牙國家足球隊和德國國家足球隊的友誼賽。3月24日，他在對陣西班牙隊的比賽中，於第89分鐘入替，最終球隊以1比1賽和對手。雖然若日尼奥被列入意大利隊參加2016年歐洲國家盃的30人初選名單，但最終未獲入選最終的23人大軍名單。
若日尼奥參加了2020年歐洲國家盃。7月6日，他在對陣西班牙的準決賽點球大戰踢進決定性點球，最終1-1（4-2互射十二碼）戰勝西班牙，幫助球隊晉級決賽。7月11日，他隨隊獲得歐洲國家盃冠軍。7月13日，若日尼奥入選2020年歐洲國家盃最佳陣容。
然而，歐洲盃結束後，他在年底的世界盃資格賽中連兩次錯失十二碼，剛好還是分別發生在兩場對陣瑞士（義大利資格賽中最大的對手）的比賽，使得兩場理應能贏下來的比賽最終皆以和局收場。於是義大利最後把小組第一跟世界盃門票拱手送給了瑞士隊，要和另外三支球隊進行附加賽。2022年初，義大利在附加賽輸給了北馬其頓，是隊史第一次連兩屆世界盃沒能出席。

## 比賽風格
若日尼奥為一名冷靜的球員，能夠出任中場任何一個位置，他控球傳球皆很少失誤，主要是擔任後腰，在中場中指揮隊伍。另外，他踢十二碼有很特殊的助跑姿勢：他跑到球前面時並不是趁勢將球直接踢出，而是會先跳起來，不夠老練的守門員就會在此時提前往預想的方向撲出，他便在落下時起腳將球踢往反方向。雖然這個假動作會喪失掉助跑踢球的餘勁，導致球飛出速度較慢，但常能騙到對方守門員提前出擊，則往反向踢時形同面對空門，自然也不必那麼講求速度。這個特殊的小技巧，給他帶來了生涯前20罰19中（僅考慮正規時間的十二碼）的好成績。
然而令人不解的是，他在義大利國家隊的十二碼成績相當不理想，在2022世界盃資格賽兩場對陣瑞士都失手之後，他在國家隊的十二碼成績至今是7罰僅4中。

## 個人生活
若日尼奥於巴西南部的因比图巴出生，他的祖父母則來自意大利，令他更容易獲得意大利國籍，他亦自15歲起定居意大利。

## 生涯統計

### 俱乐部
最後更新：2023年1月31日
| 俱乐部       | 赛季     | 联赛                   | 联赛 | 联赛 | 杯赛 | 杯赛 | 联赛杯 | 联赛杯 | 欧战 | 欧战 | 其他 | 其他 | 总计 | 总计 |
| 俱乐部       | 赛季     | 赛事                   | 出场 | 进球 | 出场 | 进球 | 出场   | 进球   | 出场 | 进球 | 出场 | 进球 | 出场 | 进球 |
| ------------ | -------- | ---------------------- | ---- | ---- | ---- | ---- | ------ | ------ | ---- | ---- | ---- | ---- | ---- | ---- |
| 桑博尼法切斯 | 2010–11  | 意大利職業二級足球聯賽 | 31   | 1    | —    | —    | —      | —      | —    | —    | —    | —    | 31   | 1    |
| 維羅納       | 2011–12  | 意大利足球乙级联赛     | 30   | 2    | 1    | 0    | —      | —      | —    | —    | 2    | 0    | 33   | 2    |
| 維羅納       | 2012–13  | 意大利足球乙级联赛     | 41   | 2    | 3    | 0    | —      | —      | —    | —    | —    | —    | 44   | 2    |
| 維羅納       | 2013–14  | 意大利足球甲级联赛     | 18   | 7    | 1    | 0    | —      | —      | —    | —    | —    | —    | 19   | 7    |
| 維羅納       | 总计     | 总计                   | 89   | 11   | 5    | 0    | —      | —      | —    | —    | 2    | 0    | 96   | 11   |
| 那不勒斯     | 2013–14  | 意大利足球甲级联赛     | 15   | 0    | 4    | 1    | —      | —      | —    | —    | —    | —    | 19   | 1    |
| 那不勒斯     | 2014–15  | 意大利足球甲级联赛     | 23   | 0    | 1    | 1    | —      | —      | 8    | 0    | 1    | 0    | 33   | 1    |
| 那不勒斯     | 2015–16  | 意大利足球甲级联赛     | 35   | 0    | 1    | 0    | —      | —      | 2    | 0    | —    | —    | 38   | 0    |
| 那不勒斯     | 2016–17  | 意大利足球甲级联赛     | 27   | 0    | 0    | 0    | —      | —      | 4    | 0    | —    | —    | 31   | 0    |
| 那不勒斯     | 2017–18  | 意大利足球甲级联赛     | 33   | 2    | 1    | 0    | —      | —      | 5    | 2    | —    | —    | 39   | 4    |
| 那不勒斯     | 总计     | 总计                   | 133  | 2    | 7    | 2    | —      | —      | 19   | 2    | 1    | 0    | 160  | 6    |
| 切尔西       | 2018–19  | 英格兰足球超级联赛     | 37   | 2    | 2    | 0    | 3      | 0      | 11   | 0    | 1    | 0    | 54   | 2    |
| 切尔西       | 2019–20  | 英格兰足球超级联赛     | 31   | 4    | 4    | 0    | 1      | 0      | 7    | 2    | 1    | 1    | 44   | 7    |
| 切尔西       | 2020–21  | 英格兰足球超级联赛     | 28   | 7    | 2    | 0    | 1      | 0      | 12   | 1    | —    | —    | 43   | 8    |
| 切尔西       | 2021–22  | 英格兰足球超级联赛     | 29   | 6    | 4    | 0    | 4      | 1      | 8    | 2    | 2    | 0    | 47   | 9    |
| 切尔西       | 2022–23  | 英格兰足球超级联赛     | 18   | 2    | 1    | 0    | 0      | 0      | 6    | 1    | —    | —    | 25   | 3    |
| 切尔西       | 总计     | 总计                   | 143  | 21   | 13   | 0    | 9      | 1      | 44   | 6    | 4    | 1    | 213  | 29   |
| 阿森纳       | 2022–23  | 英格兰足球超级联赛     | 3    | 0    | —    | —    | —      | —      | 0    | —    | —    | 0    | 0    |      |
| 生涯总计     | 生涯总计 | 生涯总计               | 396  | 35   | 25   | 2    | 9      | 1      | 63   | 8    | 7    | 1    | 500  | 47   |

1. ↑  包括意大利盃，英格蘭足總盃
2. ↑  包括英格蘭足球聯賽盃
3. ↑  在意大利足球乙级联赛升降级附加赛中出场
4. ↑  在欧洲冠军联赛中出场两次，在欧足联欧洲联赛中出场六次
5. ↑  在意大利超級盃中出场
6. 1 2  在欧足联欧洲联赛中出场
7. 1 2 3 4 5  在欧洲冠军联赛中出场
8. ↑  在欧洲冠军联赛中出场四次，打进两球；在欧足联欧洲联赛中出场一次
9. ↑  在英格蘭社區盾中出场
10. ↑  在歐洲超級盃中出场
11. ↑  在欧洲超级杯中出场一次，在国际足联俱乐部世界杯中出场一次

### 国际比赛
最後更新：2023年6月15日进行的比赛
| 国家队 | 年份 | 进球 | 出场 |
| ------ | ---- | ---- | ---- |
| 意大利 | 2016 | 2    | 0    |
| 意大利 | 2017 | 1    | 0    |
| 意大利 | 2018 | 10   | 1    |
| 意大利 | 2019 | 9    | 3    |
| 意大利 | 2020 | 5    | 1    |
| 意大利 | 2021 | 15   | 0    |
| 意大利 | 2022 | 4    | 0    |
| 意大利 | 2023 | 2    | 0    |
| 总计   | 总计 | 48   | 5    |

最後更新：2022年9月26日进行的比赛
左侧比分和结果是意大利进球数，比分栏表示若日尼奥进球后的比分
| No. | 日期       | 比赛场地                          | 出场次数 | 对手     | 比分 | 结果 | 比赛名称               | 参考   |
| --- | ---------- | --------------------------------- | -------- | -------- | ---- | ---- | ---------------------- | ------ |
| 1   | 2018-09-07 | 意大利博洛尼亚雷纳托·达尔阿拉球场 | 9        | 波蘭     | 1–1  | 1–1  | 2018–19年歐洲國家聯賽A | [ 34 ] |
| 2   | 2019-09-08 | 芬兰坦佩雷坦佩雷体育场            | 19       | 芬兰     | 2–1  | 2–1  | 2020年歐洲國家盃外圍賽 | [ 35 ] |
| 3   | 2019-10-12 | 意大利罗马奧林匹克體育場          | 20       | 希腊     | 1–0  | 2–0  | 2020年歐洲國家盃外圍賽 | [ 36 ] |
| 4   | 2019-11-18 | 意大利巴勒莫巴爾貝拉球場          | 22       | 亞美尼亞 | 7–0  | 9–1  | 2020年歐洲國家盃外圍賽 | [ 37 ] |
| 5   | 2020-11-15 | 意大利雷焦艾米利亚马佩三色城球场  | 26       | 波蘭     | 1–0  | 2–0  | 2020–21年歐洲國家聯賽A | [ 38 ] |

## 榮譽

### 球會
那不勒斯
- 意大利盃 冠軍：2013-14賽季
- 意大利超級盃 冠軍：2014年

 切尔西
- 歐霸盃 冠軍： 2018/2019
- 欧洲冠军联赛 冠軍：2020–21[9]
- 歐洲超級盃 冠軍：2021年[40]
- 国际足联俱乐部世界杯 冠軍：2021年

### 國家隊
義大利
- 歐洲國家盃 冠軍：2020[16]

### 個人
- 歐霸盃 最佳陣容：2018/2019[41]
- 歐洲國家盃 最佳陣容：2020[17]
- 欧洲最佳球员：2020–21

### 勳章
- 5級／騎士－意大利共和國功勳騎士勳章：2021[42]

## 外部連結
- Soccerway資料庫：若日尼奥
- 若日尼奥在BDFutbol中的档案